# Elen Olava Holmberg
Elen Olava Holmberg, född 1763, död 1846, var en norsk affärsidkare. 
Hon drev det kanske mest framgångsrika och omtalade värdshuset under sin samtid i Trondheim. En rad kända resenärer stannade där, och det beskrivs som en samlingspunkt i staden. Hennes mest kända gäst var kanske Ludvig Filip I av Frankrike, som stannade där inkognito under namnet Müller under sin resa i Norge 1795; år 1838, när han blivit kung, sände han henne som tack en dyrbar klocka, som fortfarande finns kvar. 